# Hötorget

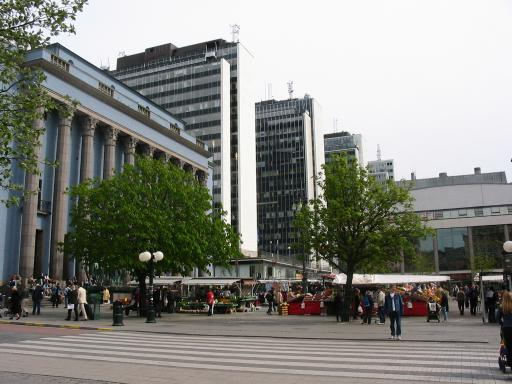
Hötorget vista desde el norte

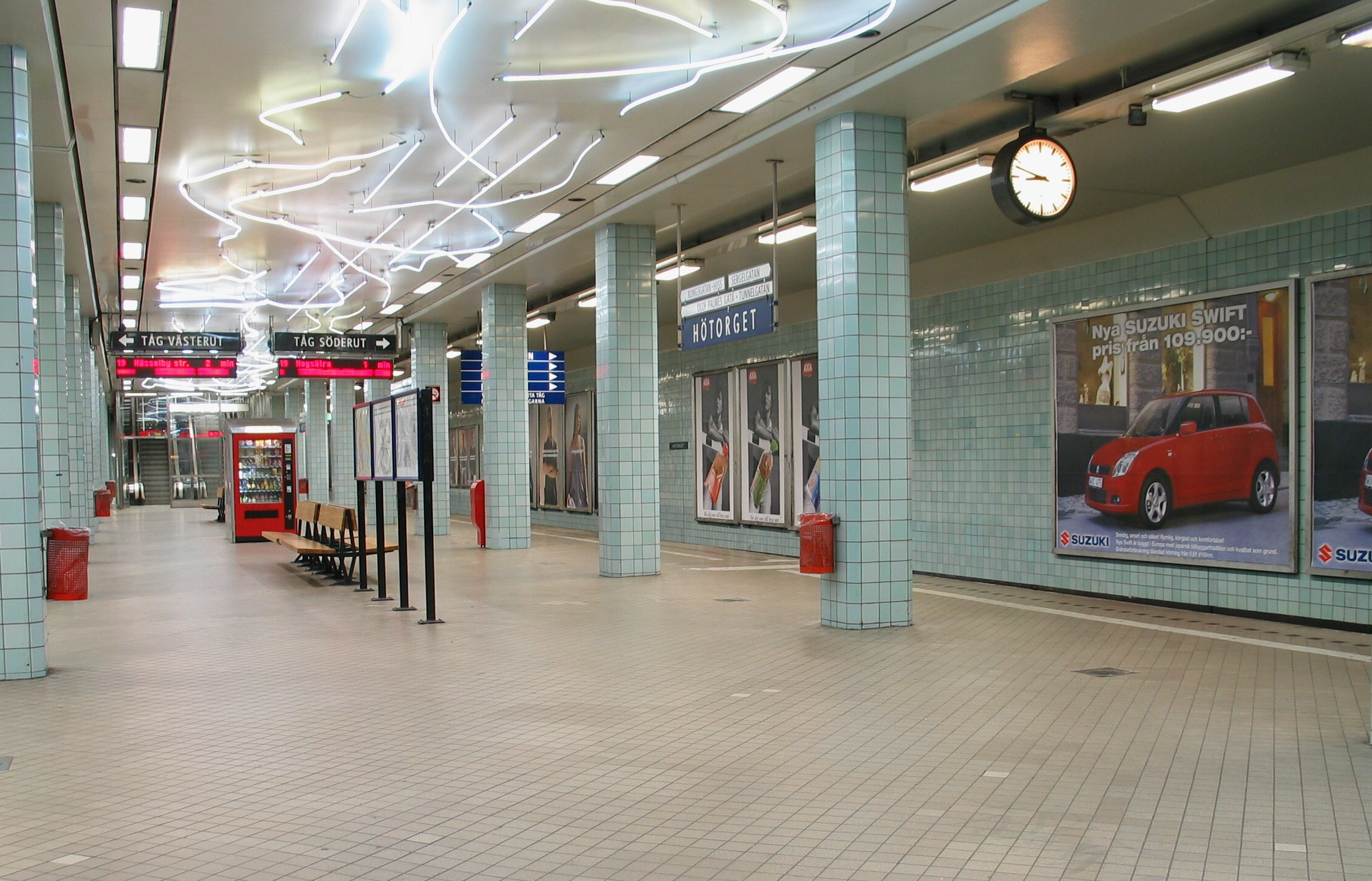
La estación de metro en la actualidad.

Hötorget (literalmente, mercado de heno) es una plaza situada en el centro de Estocolmo, Suecia. Durante el día alberga un mercado de frutas y verduras, excepto los domingos, cuando se organiza un mercadillo.
Al este se sitúa la Sala de Conciertos de Estocolmo; al sudeste de los cinco rascacielos de oficinas Hötorgsskraporna; al sur el Filmstaden Sergel, uno de los cines multipantalla más grandes de Estocolmo, y el mercado de alimentos Hötorgshallen; al oeste los grandes almacenes PUB;  y al norte la food court de Kungshallen.
La estación de metro de Hötorget abrió en 1952 y está decorada con azulejos de color azul claro. La estación ha mantenido su estilo antiguo en comparación con otra estaciones de la línea. Conserva el diseño y los materiales originales, como azulejos, señales, iluminación, etc.